# Enterprise JavaBeans

Arquitectura básica de EJB2.

Las Enterprise JavaBeans (también conocidas por sus siglas EJB) son una de las interfaces de programación de aplicaciones (API) que forman parte del estándar de construcción de aplicaciones empresariales J2EE (ahora JEE) de Oracle Corporation (inicialmente desarrollado por Sun Microsystems).
Su especificación detalla cómo los servidores de aplicaciones proveen objetos desde el lado del servidor, que son precisamente los EJB:
- Comunicación remota utilizando CORBA.
- Transacciones.
- Control de la concurrencia.
- Eventos utilizando JMS (Java Messaging Service).
- Servicios de nombres y de directorio.
- Seguridad.
- Ubicación de componentes en un servidor de aplicaciones.

La especificación de EJB define los papeles jugados por el contenedor de EJB y los EJB, además de disponer los EJB en un contenedor.

## Definición
Los EJB proporcionan un modelo de componentes distribuido estándar del lado del servidor. El objetivo de los EJB es dotar al programador de un modelo que le permita abstraerse de los problemas generales de una aplicación empresarial (concurrencia, transacciones, persistencia, seguridad, etc.) para centrarse en el desarrollo de la lógica de negocio en sí. El hecho de estar basado en componentes permite que éstos sean flexibles y sobre todo reutilizables.
No hay que confundir los Enterprise JavaBeans con los JavaBeans. Los JavaBeans también son un modelo de componentes creado por Oracle - Sun Microsystems para la construcción de aplicaciones, pero no pueden utilizarse en entornos de objetos distribuidos al no soportar nativamente la invocación remota (RMI).

## Tipos de EJB
Existen tres tipos de EJB:
1. EJB de Entidad (Entity EJB): su objetivo es encapsular los objetos del lado del servidor que almacena los datos. Los EJB de entidad presentan la característica fundamental de la persistencia: (nota: en la documentación de Java para JEE 5.0, los entity beans desaparecen, porque son remplazados por Java Persistence API o JPA)[1]
  - Persistencia gestionada por el contenedor (CMP): el contenedor se encarga de almacenar y recuperar los datos del objeto de entidad mediante el mapeo o vinculación de las columnas de una tabla de la base de datos con los atributos del objeto.
  - Persistencia gestionada por el bean (BMP): el propio objeto entidad se encarga, mediante una base de datos u otro mecanismo, de almacenar y recuperar los datos a los que se refiere, por lo cual la responsabilidad de implementar los mecanismos de persistencia es del programador.
2. EJB de Sesión (Session EJB): gestionan el flujo de la información en el servidor. Generalmente sirven a los clientes como una fachada de los servicios proporcionados por otros componentes disponibles en el servidor. Puede haber dos tipos:
  - Con estado (stateful): en un bean de sesión con estado, las variables de instancia del bean almacenan datos específicos obtenidos durante la conexión con el cliente. Cada bean de sesión con estado, por tanto, almacena el estado conversacional de un cliente que interactúa con el bean. Este estado conversacional se modifica conforme el cliente va realizando llamadas a los métodos de negocio del bean. El estado conversacional no se guarda cuando el cliente termina la sesión.
  - Sin estado (stateless): los beans de sesión sin estado son objetos distribuidos que carecen de estado asociado permitiendo por tanto que se los acceda concurrentemente. No se garantiza que los contenidos de las variables de instancia se conserven entre llamadas al método.
3. EJB Dirigidos por Mensajes (Message-driven EJB): son los únicos beans con funcionamiento asíncrono. Usando el Java Messaging System (JMS), se suscriben a un tema (topic) o a una cola (queue) y se activan al recibir un mensaje dirigido a dicho tema o cola. No requieren de su instanciación por parte del cliente.

## Funcionamiento de un Enterprise JavaBean
Los EJB se disponen en un contenedor EJB dentro del servidor de aplicaciones. La especificación describe cómo el EJB interactúa con su contenedor y cómo el código cliente interactúa con la combinación del EJB y el contenedor.
Cada EJB debe facilitar una clase de implementación Java y dos interfaces Java. El contenedor EJB creará instancias de la clase de implementación Java para facilitar la implementación EJB. Las interfaces Java son utilizadas por el código cliente del EJB. Las dos interfaces, conocidas como interfaz "home" e interfaz remota, especifican las firmas de los métodos remotos del EJB. Los métodos remotos se dividen en dos grupos:
- métodos que no están ligados a una instancia específica, por ejemplo aquellos utilizados para crear una instancia EJB o para encontrar una entidad EJB existente. Estos métodos se declaran en la interfaz "home".
- métodos ligados a una instancia específica. Se ubican en la interfaz remota.

Dado que se trata simplemente de interfaces Java y no de clases concretas, el contenedor EJB genera clases para esas interfaces que actuarán como un proxy en el cliente. El cliente invoca un método en los proxies generados que a su vez sitúa los argumentos método en un mensaje y envía dicho mensaje al servidor EJB. Los proxies usan RMI-IIOP para comunicarse con el servidor EJB.
El servidor llamará a un método correspondiente a una instancia de la clase de implementación Java para manejar la llamada del método remoto.

### Interfaz "Home"
La interfaz "Home" permite al código cliente manipular métodos de clase del EJB que no están asociados a ninguna instancia particular. La Interfaz "Home" permite crear las instancias de EJB de entidad o sesión a través del método create que puede ser sobrecargado.
La especificación EJB 1.1 establece el tipo de métodos de clase que se pueden definir como métodos que crean un EJB o para encontrar un EJB existente si es un "bean" de entidad.
La especificación EJB 2.0 permite a los desarrolladores de aplicaciones definir nuevos métodos de clase sin limitarse a su sola creación o borrado.

### Interfaz remota
La interfaz remota especifica los métodos de instancia públicos encargados de realizar las operaciones.
Una sesión bean puede implementar 1 sola interfaz, con la interfaz apuntada por un tipo de cliente diferente.
La interfaz local es para aquellos clientes que corren en la misma máquina virtual que el contenedor EJB. La interfaz remota es para clientes fuera del contenedor EJB. Frente a una consulta del cliente, el contenedor retorna un stub serializado del objeto que implementa la interfaz remota. El stub conoce cómo pasar llamadas a procedimientos remotos (RPCs) al servidor. Este tipo de interfaz es también un POJO.

### Clase de implementación EJB
Las clases de implementación EJB las suministran los desarrolladores de aplicaciones, que facilitan la lógica de negocio ("business logic") o mantienen los datos ("business data") de la interfaz de objeto, esto es, implementan todos los métodos especificados por la interfaz remota y, posiblemente, algunos de los especificados por la interfaz "home".

#### Correspondencia entre métodos de interfaz y métodos de implementación
Las llamadas al método en la interfaz "home" se remiten al método correspondiente de la clase de implementación del bean con el prefijo ejb añadido y con la primera letra de la interfaz "home" convertida en mayúscula y manteniendo exactamente el mismo tipo de argumentos. Por ejemplo: create ---> ejbCreate.
Las llamadas a métodos en la interfaz remota se remiten al método de implementación correspondiente del mismo nombre y argumentos en la clase del bean.
La complejidad ciclomática de las unidades semánticas de navegación (Navigation Semantic Unit, NSU) no cumplen el estándar UML 2.0 que recomienda el uso de screen shots sobre componentes programáticos.

## Historia de los EJB
La especificación EJB ha ido evolucionando a la par que lo hacía la propia especificación J2EE. Las diferentes versiones que han existido hasta la fecha son:
- EJB 1.0: la especificación original.
- EJB 1.1: la primera incluida dentro de J2EE.
- EJB 2.0: incluida en J2EE 1.3, añadía las interfaces locales y los Message-Driven beans.
- EJB 2.1: incluida en la última revisión de J2EE, la 1.4.
- EJB 3.0: Ahora con Clúster y está incluida en JEE 5.1.
- EJB 3.1: incluida en lo nuevo de JavaEE 6 en diciembre de 2009.

La nueva especificación de EJB 3.0 simplifica el proceso de creación de EJB y facilita la implementación de la persistencia de una nueva manera por medio de la API JPA.
Esta especificación está disponible en la nueva versión de J2EE renombrada JEE 5.0.